# Terug in de tijd (Yves Berendse)
Terug in de tijd is een lied van de Nederlandse volkszanger Yves Berendse. Het werd in 2023 als single uitgebracht en werd in 2024 een grote hit nadat het viraal was gegaan op TikTok.

## Achtergrond
Terug in de tijd is geschreven door Berendse, Robert Vredeveld, Jeroen Russchen en geproduceerd door  Justin Pieplenbosch en Edwin de Groot. Het idee voor het lied kwam van de toen 17-jarige Kaj Mulder, die werknemer was van de studio van Russchen en Vredeveld. Die liedschrijvers waren daar bezig met het schrijven van een lied, maar kwamen niet op een goed onderwerp. Ze vroegen aan Mulder of hij een idee had, waarna hij zei: "Iets met terug in de tijd, een oude vriend terugzien die je heel erg hebt gemist." De songwriters schreven dit idee uit en kwamen met Terug in de tijd. Het nummer past in de genres nederpop en volkspop. Op de B-kant van de single staat een instrumentale versie van het lied.

## Viraal op TikTok en hitlijsten
Bij uitbrengen werd Terug in de tijd geen grote hit en wist het niet het succes van eerdere hitsingle Zin in jou te evenaren. In mei 2024 werd op het TikTok-account @kirstenterhorst een video geplaatst, waarin de tiktokker het nummer tweestemmig inzong met haar moeder Sasja Brouwers. Deze video ging viraal op het platform en zorgde ervoor dat het nummer vervolgens veel gestreamd werd op Spotify. Het werd hierna bij radiozender 100% NL uitgeroepen tot de Hit van 100 en kwam in zowel de Nederlandse Top 40 en de Single Top 100 terecht. Na enkele weken in deze hitlijsten, kwam het ook in beide lijsten op de eerste positie terecht. In de Top 40 stond het zes weken op de eerste plek van de in totaal 31 weken dat het in deze lijst te vinden was en in de Single Top 100 piekte het ook zes weken bovenaan van de 33 weken in totaal. In het najaar van 2024 werd het nummer ook in Vlaanderen opgepakt, waarna het in oktober 2024 de Vlaamse Ultratop 50 betrad op de vijftigste positie. In de weken daarna stond het ook nog twee keer in die hitlijst. In Nederland heeft Terug in de tijd de diamanten status. Hij kreeg de diamanten plaat uitgereikt bij televisieprogramma  Renze op 7 januari 2025 door René Froger.
Het succes van Terug in de tijd betekende voor Berendse zijn definitieve doorbraak. Hoewel hij al eerder in grote concertzalen als het Koninklijk Concertgebouw en AFAS Live stond, mocht hij terend op Terug in de tijd tweemaal in de Ziggo Dome gaan staan. De zanger vertelde dat hij enigszins beduusd was door het succes van Terug in de tijd en hoe dat nummer zijn carrière in een stroomversnelling had gebracht.
Op 15 november 2024 werd Terug in de tijd bij televisieprogramma Even tot hier bewerkt naar Getrut met de trein.
In juni 2025 ontving Berendse de Buma Award Nationaal voor Terug in de tijd, dat het meest gedraaide en verkochte liedje in Nederland was in 2024.

### NPO Radio 2 Top 2000
Terug in de tijd stond in 2024 voor het eerst in de NPO Radio 2 Top 2000, op plek 302.